# العاطفة عند الحيوانات
ليس هناك إجماع علمي على العواطف لدى الحيوانات وذلك حول ماهية العواطف التي تشعر بها فصائل معينة من الحيوانات بما في ذلك البشر، فمناقشة هذا الأمر تهتم بشكل رئيسي بالثدييات والطيور على الرغم من افتراض وجود الانفعالات عند حيوانات فقارية أخرى وحتى عند بعض الحيوانات اللافقارية.
تم طرح بعض الأجوبة من قِبل محبو الحيوانات والعلماء والفلاسفة وآخرون يقومون بتربيتها، ولكن من الصعب الإجابة على هذا السؤال الجوهري لأن الحيوانات لا تتكلم فالمجتمع يعترف بأن الحيوانات تشعر بالألم - كما يتضح من تجريم القسوة على الحيوانات - فتعبير الحيوانات عن السرور تعبير غامض، بينما يمكنهم تصوير انفعالاتهم أو استجابتهم الفطرية ببساطة، هذا الغموض هو أصل الخلاف مع عدم تأكد أي من وجهات النظر تعكس الواقع إن وجد. فقد يقول خبراء علم السلوك أن شعور الإنسان ما هو إلا استجابة معقدة لمحفزات خارجية، ومؤخراً أصبحت الدراسات متاحة والتي من شأنها أن توسع المفاهيم التي تم التوصل إليها من قبل والتي تتعلق بلغة الحيوانات وإدراكهم واستخدامهم للأدوات ونشاطهم الجنسي.

## وجهة نظر داروين
خطط تشارلز داروين مبدئياً لضم فصل يتكلم عن العواطف في كتابه أصل الإنسان ولكن مع تطور أفكاره وتوسعها فقد ألف كتاب التعبير عن العواطف عند الإنسان والحيوان. فاقترح داروين أن العواطف قابلة للتكيف وتخدم وظيفتي التواصل والتحفيز وقد وضع ثلاثة مبادئ مفيدة في فهم التعبير العاطفي.

### 1- مبدأ العادات المفيدة
الذي يأخذ هذا المبدأ هو لاماركي (Lamarckian) فيشير إلى أن التعابير العاطفية المفيدة سيتم تمريرها للأبناء.

### 2- مبدأ التضاد
والذي يشير إلى وجود بعض التعبير لمجرد تعارضهم مع تعبير آخر مفيد.

### 3- مبدأ التأثير المباشر
وهو التأثير المباشر على الجهاز العصبي المثار من الجسم ويشير إلى أن التعابير العاطفية تظهر عندما تجتاز الطاقة العصبية حدودها وتحتاج لأن تطلق.
ورأى داروين أن التعابير العاطفية ليست إلا تعبير خارجي عن الحالة الداخلية، وأن شكل هذا التعبير عادة يحمل استخدامات أبعد من استخدامه الطبيعي فعلى سبيل المثال لاحظ داروين أن الإنسان عادة ما يظهر نابه عند الغضب الشديد، وذلك يعني من وجهة نظره أن الأسلاف البدائيين ربما قد استخدموا أسنانهم في الأفعال العدائية.

## العواطف الأساسية مقابل العواطف الإنسانية المعقدة
أحيانا يتم التفريق بين الانفعالات الأساسية مثل الخوف والغضب وبين مشاعر الإنسان المعقدة مثل الغيرة والتعاطف، ولكن من الصعب الحفاظ على الاختلاف مع قدرة الحيوانات على التعبير حتى عن المشاعر المعقدة.

## الأدلة
مع وجود اختلاف في وجهات النظر فيما يتعلق بمشاعر الحيوانات، قادت الاختبارات العلمية التي تجرى لدراسة مشاعر الحيوانات إلى معلومات تقول بأن الحيوانات تملك القدرة على الشعور بالألم والخوف وغيرها من استجابات ضرورية للبقاء قديماً، وقبل تطور العلم وظهور علم الإيثولوجيا أو علم السلوك الحيواني كان تفسير السلوك الحيواني يأخذ منحى بسيط يعرف بنظرية السلوك.
وعلى هذا السياق يُرفض أن يُنسب للحيوان القدرة على التعبير عن المشاعر في ما عدا تلك المتطلبات الأقل التي من الممكن أن تشرح السلوك، وأي شيء غير ذلك كان يُعتبر تأنيس لا مُبرر له - أي بمعنى إسناد صفات بشرية إلى الحيوان- من جانب آخر كان لعلماء السلوك حجة وهي لماذا اتخذ الإنسان من الوعي وبعض التطبيقات البشرية مبدأ لتفسير بعض سلوكيات الحيوانات بينما مجرد مبدأ الاستجابة للمحفزات كافٍ لإنتاج نفس الأثر؟
توضح الصياغة الحذرة لبيان بيث ديكسون عام 2001م عن عاطفة الحيوانات وجهة النظر التالية:
الأعمال الاخيرة في مجال الأخلاق والحيوانات تشير إلى أن من المشروع فلسفياً نسب المشاعر إلى الحيوانات غير البشرية، أضف إلى ذلك هنالك جدل في بعض الأحيان بالقول أن العاطفة معنوياً تقوم بوصل الحالة النفسية المشتركة بين البشر وغير البشر، ما كان ينقص الأطروحة الفلسفية التي تشير للعواطف في الحيوانات غير البشرية هو محاولة لتوضيح والدفاع عن بعض الاعتبارات الخاصة حول طبيعة العاطفة، والدور الذي تلعبه العاطفة في تشكيل الطبيعة البشرية، وأزعم أنه بهذه الورقة بعض التحاليل للعواطف تكون جديرة بالثقة أكثر من غيرها ولذلك فرضية أن البشر وغير البشر يتشاركون العواطف قد تكون حالة أكثر صعوبة مما كان معروف حتى الآن.
ويصف جيفري موساييف ماسون وجهة نظر مشابه (ضد التي خالفها) فيقول:
إن دراسة العاطفة هو مجال محترم وأولئك الذين يعملون فيها هم عادةً ما يكونون علماء نفس أكاديميون حصروا دراساتهم في المشاعر الإنسانية، ودليل أكسفور لسلوك الحيوان ينصح علماء سلوك الحيوان بدراسة السلوك بدلاً عن محاولة الحصول على السلوك في أي عاطفة كامنة. وهناك شكوك كبيرة وصعوبة تتعلق بتفسير وغموض مشاعر الحيوان فيصنع بعض الحركات والأصوات ويُظهِر إشارات دماغية وكيميائية في حين أن جسده تالف بطريقة معينة، لكن هل ذلك يعني أن الحيوان يشعر ويدرك الألم كما ندركه نحن أو أنه فقط مبرمج للتصرف بطريقة محددة استجابة لمثير معين؟ أسئلة مشابهة نستطيع طرحها لأي نشاط للحيوان (يتضمن الإنسان) فالعديد من العلماء يعتبرون جميع العواطف والمعارف في الإنسان والحيوان لديها أساسية آلية بحتة، ولكن بسبب الأسئلة الفلسفية المشاركة عن الوعي والعقل علماء كثيرون ابتعدوا عن دراسة العاطفة في الحيوانات والبشر، وعوضاً عن ذلك قاموا بدراسة وظائف المخ القابلة للقياس عبر علم الأعصاب.

### دليل عام
أدلة وجود العواطف لدى الحيوانات كانت في المقام الأول قوليّة فقط، وقد جاءت من الأفراد الذين يتعاملون مع الحيوانات الأليفة بشكل منتظم، غير أن النقاد للعواطف في الحيوانات يستشهدون بمبدأ التأنيس وهو إضافة صفات بشرية للحيوانات كعامل مؤثر في الاقتراح أعلاه. الكثير من المناقشات تعتبر مركز لبس حول صعوبة تعريف المشاعر والمتطلبات الإدراكية اللازمة لتجربة العواطف في سياق مشابه للبشر، كما عزز من المشكلة صعوبة اختبار العاطفة عند الحيوان، كماهو معروف عن عواطف الإنسان جميعها ترتبط بتواصل الإنسان مع الآخرين. والمحاولات الجديدة في دراسة العاطفة لدى الحيوانات قادت إلى إنشاءات جديدة في التجارب وجمع المعلومات، فاقترح ماريان داوكنز أن المشاعر يمكن دراستها عبر طريقتين الأولى عملية مباشرة والثانية عبر الآليات والطرق.

### الطريقة العملية
تعتمد على فهم ومعرفة ما تقوم به المشاعر عند البشر وتجربة هذه الأدوار على الحيوانات غير البشرية، طور أوتلي وجينكينز هيكلية للمشاعر من 3 مراحل تحتوي على عدد كبير من الاحتمالات بالإضافة إلى أن هذه الهيكلية واسعة جداً وقد تستطيع أن تضم كامل مملكة الحيوانات بالإضافة إلى نباتات معينة.

### المنهج الثاني الميكانيكي
يتطلب فحص الآليات التي تقود المشاعر والبحث عن أوجه تشابه في الحيوانات غير البشرية، المنهج الميكانيكي أُستخدم على نطاق واسع بواسطة باول وهاردينج ومندل إدراكاً منهم لصعوبة دراسة العاطفة في الحيوانات غير اللفظية، باول وآخرون وصفوا السبل الممكنة لدراسة أفضل لملاحظة آلية التعبير عن العواطف لدى الإنسان، أقترح باول وآخرون أن التركيز على آلية مشابهة لدى الحيوانات قد تعطينا فكرة أوضح عن طبيعة عواطفها، ويرى باول أن الانحياز المعرفي يتفاوت تبعاً للحالة التي تنشئ فيها هذه العواطف، ويقترح باول وآخرون أن الباحثين قد يكونون قادرين على استخدام المحفزات الخاضعة لمراقبة معايير التقييم للبحث عن العواطف الخاصة في الحيوانات وجمع أنواع العواطف الأساسية التي تستطيع الحيوانات تجربتها، ومن هذا الاقتراح تكون هذه النقطة هي بداية ننطلق منها لدراسة العواطف لدى الحيوانات، ويلمح دوكنز بأن مجرد البحث الميكانيكي أو الوظيفي سيقدم الجواب بمفرده ويلمح بأن مزيجاً من الاثنين سيتبعه نتائج هي الأكثر أهمية.

## التأييد لعواطف الحيوانات
في السنوات الأخيرة أصبح المجتمع العلمي أكثر دعمًا لفكرة وجود عواطف لدى الحيوانات، وقبل الدعم العلمي كان الدليل على وجود عواطف لدى الحيوانات عبارة عن أقاويل حكاها أفراد كان لهم احتكاك متكرر مع الحيوانات، فقدمت دراسة علمية حديثة فهمًا يوضح تشابهًا بين الحيوانات الأليفة وغير الأليفة بأن هناك تغيرات فسيولوجية تحدث لديها عندما تعبر عن عواطفها. كما خلص داروين عبر دارسة أن البشر يتشاركون تعبيرات انفعالية كونية واقترح بأن الحيوانات غالبًا تشاركنا هذه التعبيرات إلى حد ما، وتعرضت نتائج داروين للنقد اللاذع من أشخاص أشاروا إلى سوء تفسيره للأمور.
تجاهل بنائيون اجتماعيون مفهوم كونية العواطف ووقف آخرون موقفاً متوسطاً مقترحين أن العواطف والتعبيرات العاطفية الأساسية هي عواطف كونية بينما المعقدة منها يمكن تنميتها ثقافياً، واقترحت دراسة لالفنبين وامبادي في 2002م أن الأفراد ضمن ثقافة معينة باستطاعتهم فهم مشاعر الآخرين بطريقة أفضل وأن أغلب التأييد لعواطف الحيوانات وتعبيرها نابع من نظرية أن المشاعر لا تتطلب عمليات إدراك هامة ولا تحتاج الحيوانات على الأرجح أن توظف قدرًا كبيرًا من عمليات الإدراك حتى يتسنى لها الحصول على مشاعر ولكن قد تحثها هذي العمليات على أفعال تكيفية كما اقترح داروين.

## المعارضة لعواطف الحيوانات
غالباً ما يتم رفض العاطفة الحيوانية نظراً لعدم كفاية الأدلة، وهؤلاء الذين لم يستطيعوا تقديم فكرة الذكاء الحيواني، وكثيراً ما يشيرون إلى أن التجسيم يلعب دوراً هاماً في وجهات نظر الأفراد. وهؤلاء الذين يرفضون قدرة الحيوانات على امتلاك العاطفة أساساً يقومون بالاستشهاد بتناقضات الدراسات التي أيدت عاطفة الحيوان، ويعتمد عدم وجود أي وسيلة مباشرة للتواصل العاطفي، وصعوبة توفير توضيح للعاطفة في الحيوانات اعتماداً كبيراً على العمل حول التجارب التي تعتمد على الإنتاج البشري. واقترح المعارضون لعواطف الحيوانات أن العواطف غير كونية حتى للبشر، إن لم تكن المشاعر عالمية فإن ذلك يشير إلى عدم وجود علاقة في تطور السلالات بين عاطفة الإنسان وعاطفة الحيوان وقد رسمت هذه العلاقة من قبل أنصار العاطفة الحيوانية ومن ثم ستكون مجرد اقتراح للميزات الآلية التي تعزز قابلية التكيف، ولكنها تفتقر إلى الطابع المعقد لثوابت العاطفة البشرية، وفي شرح أوسع للفكرة من الممكن القول بأن العواطف أساسية وتم تطويرها من قِبَل التركيب الاجتماعي وينتقد المعارضون افتقار مصطلح العواطف إلى تعريف محدد يكون التعريف أحيانًا واسعًا جدًا ويشمل النباتات بعدم وجود إطار متين للدراسة ودراسات العاطفة عند الحيوانات لا تستطيع أن تثبت صحة نتائجها وكثيراً ما تُجسد الحيوانات بعيداً عن قدراتهم الفعلية.

## أدلة محددة للفصائل

### قرود
تٌعد القرود وفصيلة القرود العليا بشكل خاص من الحيوانات التي تمتلك قدرات متطورة كالتعاطف ونظريات العقل. فالقرود لديها نظام اجتماعي عالي التعقيد، القرود الصغيرة وأمهاتها لديها قوى اتصال وروابط قوية غالبا عندما يموت ابن الشامبانزي أو الغوريلا فأمه تقوم بحمل جثته لعدة أيام، وصف «جين» غودال الشمبانزي بأنه مُظهِر للسلوك الحزين ولنأخذ مثالاً لذلك الغوريلا «كوكو» التي أبدت حزنها على وفاة قطتها الأليفة آل باول.
وتدعم مثل هذه الأدلة القولية ردود فعل تعاطفية جاءت من دراسات أُقيمت على قردة الماك الريسوسي. قام بالدراسات ويتشيكن وآخرون وماسرمن وآخرون فقد رفضت هذه القردة سحب السلسلة التي توصل الغذاء لها إن كان ذلك سيتسبب بصعق رفيقه، هذا الكبح في إيذاء الآخرين كان أكثر وضوحاً بين قرود الماك المتآلفة عن غير المتآلفة وُجدت عاطفة مُشابهة لذلك في البشر.
وعلاوة على ذلك كان هناك قدر كبير من الأبحاث التي أجريت على سلوك العزاء عند الشمبانزي، «دي وال وأوريلي» وجدا أن طرف ثالث حاول تخفيف الضيق عن المشاركين المتضاربين عن طريق مواساة فمثلاً. يُحدث بينهم تواصل فيحتضن ويستمِل المتلقين للعدوان لاسيما الذين واجهوا عدوان أكثر، ومن المُثير للاهتمام أن الباحثين كانوا غير قادرين على إعادة هذه النتائج باستخدام نفس بروتوكول المراقبة في دراسة القرود مما يدل على وجود فرق مُمكن في العاطفة بين القرود والقرود العُليا.
وأخيرا بعض الدراسات اختبرت معالجة العواطف أو تطورها على بعض القرود البارعة على وجه الخصوص عُرض على الشامبانزي مقاطع فيديو مليئة بالمشاهد المؤثرة مثل عملية جراحية لحيوان ما أو طعام مفضل ثم يطلب أن نربط هذه المشاهد بواحد من نوعين من تعابير الوجه الخاصة (سعيد أو حزين، ضغط على الأسنان عند رؤية شيء محبط أو هزيمة) فربطت قردة الشمبانزي تعابير الوجه الصحيحة مع المقاطع المعروضة مما يدل على أن الشمبانزي يدرك المغزى العاطفي لتعابير وجهه، وأكدت قياسات درجة حرارة الطبقة الخارجية للجلد أن مقاطع الفيديو أثرت عاطفيًا على قردة الشمبانزي.

### القوارض
إن الثدييات بجميع فصائلها مجهزة بأدمغة قادرة على إحداث تجارب أو خبرات عاطفية؛ في دارسة أجريت بالأرز لـ«جاك بنكسيب» فحص ما إذا كانت الفئران ستعمل على تخفيف ضائقة كونسبيسيفيك، وتم تدريب الفئران للضغط على رافعة تجنباً لأي صدمة مشار إليها بإشارة مرئية، ثم إنها اختبرت بعد ذلك الوضع الذي كان يرتفع فيه العمود في الهواء فالجرذان التي مرت مسبقاً بتجربة أليمة من نفس النوع أظهرت أكثر من عشر أضعاف ردات الفعل لخفض الألم بينما تلك التي لم تجرب الألم قبل ذلك أظهرت أكثر من ثلاث أضعاف ردات الفعل لخفض تجربة الألم المماثلة، وهو ما كان مقارباً لأداء المجموعة في غرفة التحكم. وهذا يوحي بأن الفئران سوف تعمل بنشاط للحد من ضائقة الموانع وهي ظاهرة تتصل بالتعاطف.
كما تم العثور على نتائج مماثلة في تجارب مماثلة عملت للقرود أيضاً ذات صلة «وانج فورد وآخرون» درسوا التعاطف في القوارض باستخدام طريقة مبنية على علم الأعصاب اكتشفوا التالي: 1- إذا اختبر فأران نفس الألم معا فإنهما سيظهران مستوى من الألم بناءً على مقاربة في السلوك أكبر مما لو تعرض له الفأر بشكل منفرد.
2- إذا اختبرا مستويات مختلفة من الألم معا فإن سلوك كل فأر سيتضمن نفس مستوى الألم الذي يختبره شريكه. 3- إن الإحساس بمثير مؤذي وضار يؤثر في الفأر الذي يراقب هذه التجربة المماثلة تطبق على فأر آخر مباشرة أمامه يختبر المثير المؤذي والضار. ويقترح المؤلفون هذا التجاوب مع ألم الآخرين المتجلي في عدوى الفئران الإرشادي العاطفي وهي ظاهرة مرتبطة بالتعاطف.
وقد أظهرت العديد من الدراسات أيضا أن القوارض يمكنها الاستجابة إلى المحفز المشروط الذي تم اقترانه مع شدة الموانع كما لو أنه تم إرفاقه مع الخبرة المباشرة للمحفز، وتشير هذه الدراسات إلى أن القوارض قادرة على التأثير المشترك وهو مفهوم بالغ الأهمية للتعاطف.

### الطيور
قدم المؤلف مارك بيكف دليلاً على وجود العواطف لدى الحيوانات في كتابه (حياة الحيوانات العاطفية) وهذه مقتطفات من كتابه:
قبل سنين كنت مع صديقي رود نقود دراجاتنا حول مدينة بولدر في ولاية كولورادو عندما شهدنا لقاءً مثيرًا بين خمسة من طيور العقعق من فصيلة الغرابيات وهي فصيلة ذكية للغاية، كان أحد طيور العقعق مصاباً من جراء صدمة سيارة وميتا بجانب الطريق وكانت طيور العقعق الأربعة الأخرى تقف حوله تقدم أحدها إلى الجثة ونقرها كما يتحسس الفيل بخرطومه ظهر فيل آخر ثم تراجع للخلف عقعق آخر فعل نفس الشيء بعد ذلك طار أحدها وأحضر أعشابًا ووضعها على الجثة تكرر نفس الفعل من عقعق آخر ثم وقف طيور العقعق الأربعة متأملين لبضع ثوانٍ وغادروا بعدها واحدًا تلو الآخر.
وعلاوة على ذلك في دراسة قائمة على الملاحظة، سعى أورلايث وبوجنيار إلى استكشاف انتماء المتفرجين بعد انتهاء الصراع بين الغربان فلاحظوا أنهم يقومون بالتعبير عن تعاطفهم عن طريق تعزية الضحايا وتخفيف الكرب عن محنتها. وعند دراسة سلوك الغربان بعد انتهاء الصراع وجد أورلايث وبوجنيار أن هناك أدلة قوية لانتماء المتفرج (مثلاً التواصل بالجلوس والنظر أو تلامس المناقير مع بعضها البعض) وأيضا الانتماء المطلوب للمتفرج والتي يوجد بها انتماء من الضحية إلى المتفرج بعد انتهاء الصراع، ويعتقد بأن انتماء المتفرج مطلوباَ للحد من احتمال شن عدوان جديد ضد الضحايا.
وخلص الباحثون إلى أن الغربان قد تكون حساسة لمشاعر الآخرين، ومع ذلك من المهم ملاحظة أن نوعية العلاقة تلعب دوراً هاما في انتشار وتوظيف هذه التفاعلات بعد انتهاء الصراع، وبشكل أكثر تحديداً فإن المتفرجون المتورطون في انتماء المتفرج المطلوب كان من المرجح مشاركة علاقة قيمة مع الضحية، وهذا مماثل للنتائج التي تم التوصل إليها فيما يتعلق بالتعاطف بين البشر والرئيسيات غير البشرية وهي الحيوانات ذات الأصل البشري كالقرود، وتأثير درجة الألفة بين الشركاء الاجتماعيين على حدوث الأفعال التعاطفية.

### الكلبيات
تشير الأبحاث إلى أن فصيلة الكلبيات يمكن أن تعاني من المشاعر السلبية بطريقة مشابهة للبشر بما في ذلك الحالات النفسية الحادة والمزمنة، التجربة الكلاسيكية لهذا الأمر كانت عن طريق تجارب مارتن سيليجمان التأسيسية ونظرية العجز المكتسبة وذلك في جامعة بنسلفانيا في عام 1965م كامتداد لاهتمامه بالاكتئاب:
فالكلب الذي سبق أن اشترط وربط مرارا وتكراراً الصوت بالصدمات الكهربائية لم يحاول الهروب من الصدمات الكهربائية بعد ظهور التحذير بالرغم من أن كل ما على الكلب أن يفعله هو أن يقفز من حاجز منخفض خلال عشر ثواني وهو وقت كافي جداً للاستجابة، لم يحاول الكلب حتى تجنب التحفيز المكره، لقد سبق وأن تعلّم أنه لم يكن هناك شيء مهم. التجربة الأخرى شارك فيها ثلاثة كلاب تم تثبيتهم بألجمة، وتلقى أحدهم صدمات مماثلة في الشدة والمدة للكلب الآخر، ولكن الرافعة التي أتاحت للكلب السيطرة على الصدمات تُركت مفصولة ولم تفعل له أي شيء. تعافى الكلبان الأولان من التجربة بسرعة لكن الكلب الثالث عانى من الأعراض المزمنة للاكتئاب وذلك نتيجة لهذا العجز المحسوس.
أظهرت سلسلة من التجارب أنه كالبشر تحت حالات طويلة من الضغط النفسي المكثف ثلث الكلاب لا تنمو لديها العجز المكتسب أو الاكتئاب طويل المدى، وتنجح هذه الحيوانات بطريقة ما على إيجاد سبيل لعلاج الحالة غير المرغوب فيها بصرف النظر عن خبراتها السابقة.
منذ هذا الوقت قُبلت أعراض مشابهة كالاكتئاب والعصبية والظروف النفسية الأخرى كما يجري في نطاق عاطفة الكلاب، وبالإضافة إلى ذلك أظهرت بحوث علم النفس أن الوجوه البشرية غير متناظرة وأن تحديق البصر بشكل غريزي وتحريكه إلى الجانب الأيمن من الوجه عند مواجهة غيره من البشر للحصول على معلومات حول مشاعرهم وأحوالهم، وأظهرت دراسة بجامعة لينكولن في 2008م أن الكلاب شاركت هذه الغريزة عند لقاءها بإنسان فقط.
أخيرا قد درست وجود وطبيعة السمات الشخصية في 15,329 من الكلاب من 146سلالة مختلفة وخمسة متسقة ومستقرة، موصوفة باللعب والفضول والخوف ومطاردة المنعزل والاجتماعية والعدوانية، وتم تحديد نظاما للخجل والشجاعة.

### سنوريات
كما تمت دراسة مشاعر القطط علمياً وقد تبين أن القطط يمكن أن تتعلم لتتلاعب مع أصحابها من خلال الأصوات التي تشبه صرخات المواليد البشرية، فبعض القطط تتعلم إضافة خرخرة إلى البكاء، مما يجعله أقل تناغما وأكثر تنافر إلى البشر، وبالتالي من الصعب تجاهلها. والقطط الفردية تتعلم أن تحدد الصرخات الفعالة؛ فعندما يحظى صراخ معين باستجابة ايجابية من الإنسان فإن القط على الأرجح سيستخدم هذا الصراخ في المستقبل. وقد يكون الزحف علامة للغضب أو الخوف لذلك مشابه للإنسان في حالة العصبية والغضب، فالقط يقوم بتحريك وضرب ذيله أكثر منه في حالة الراحة والأمان، ولدى القطط الكبيرة كالأسود هنالك اختلاف بالأمور التي تزعجها والأمور التي لا تزعجها ويكون الاختلاف على حسب الأفراد الذكور من الأسود تسمح لأشبالها باللعب بغرتها أو بذيلها.
القطط الذكور المحلية متفاوتة المواقف تجاه أبنائهم أيضا، فيميل الأشقاء الأكبر سناً من الذكور إلى عدم الاقتراب من الأشقاء الجدد أو ربما حتى يظهرون العداء لهم، أن يتحمل الأب توم صغاره القطط هي مسألة وقت فقط بل ربما يقوم بقتلهم لكي يستعيد أنثاه مره أخرى.

### الأسماك
اقترحت دراسة في 2007م أجراها علماء من جامعة جيلف في كندا بأنه من المحتمل أن يكون للأسماك شخصياتهم المستقلة. اختبرت الدراسة مجموعة من أسماك التروتة المتطابقة في الشكل وخلصت الدراسة إلى أن الأسماك المختلفة داخل المجموعة نفسها أظهرت سمات شخصية مختلفة، كانت بعض الأسماك أكثر استعدادًا للمخاطرة في مياه غريبة من البعض الآخر عندما تمّ جلبها من بيئتها ووضعها في أنبوب مظلم كانت بعض الأسماك اجتماعية أكثر بينما فضل بعضها الآخر العزلة. كما أظهرت الأسماك تفضيلات مختلفة في العادات الغذائية.

## معرض صور

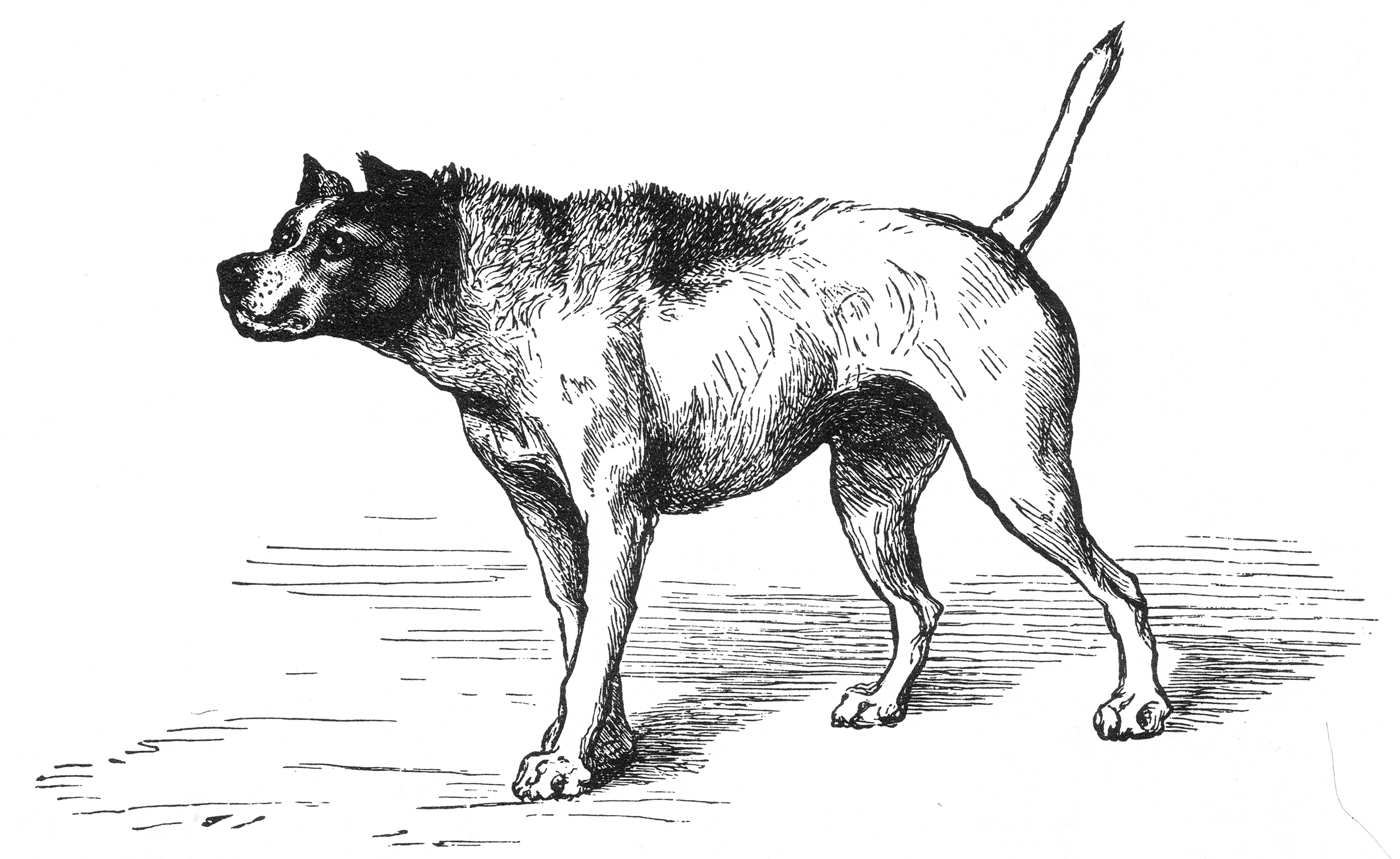
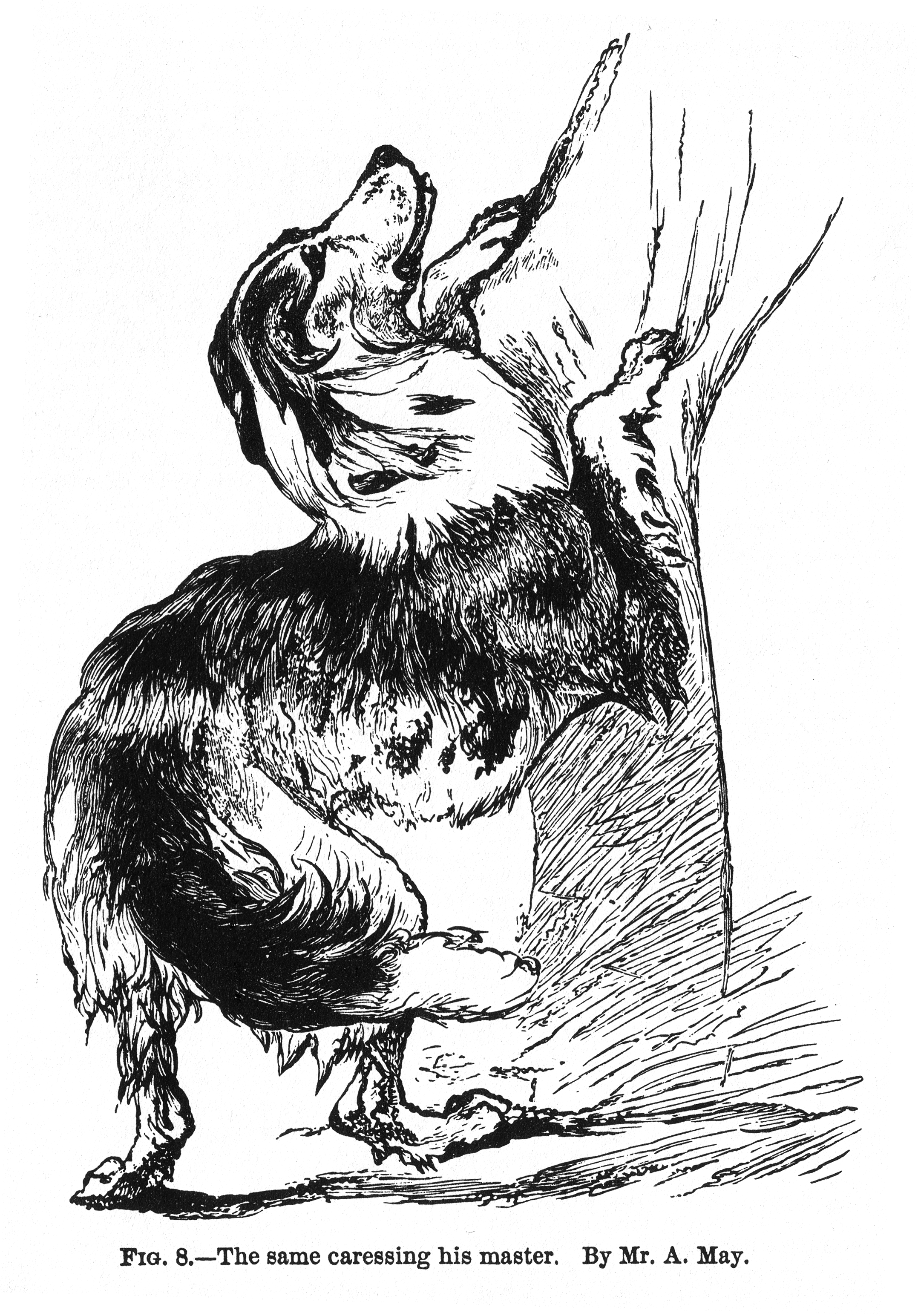
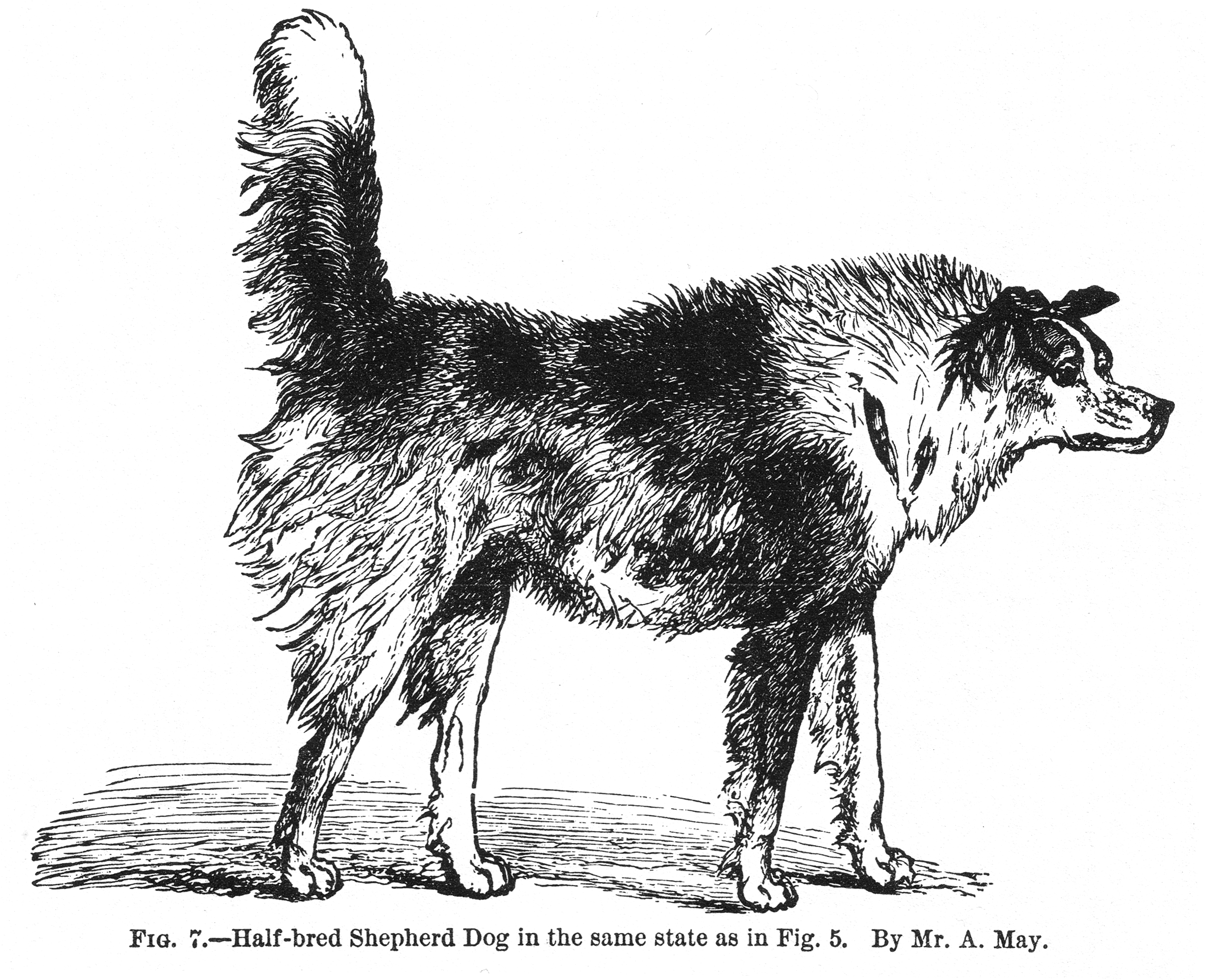
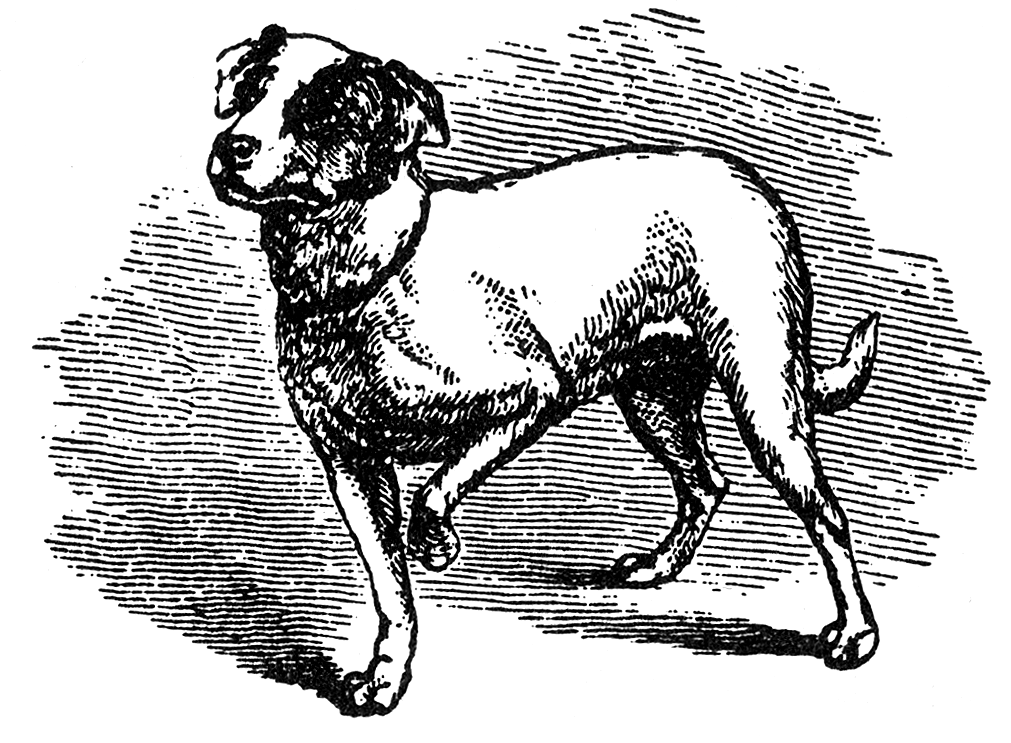
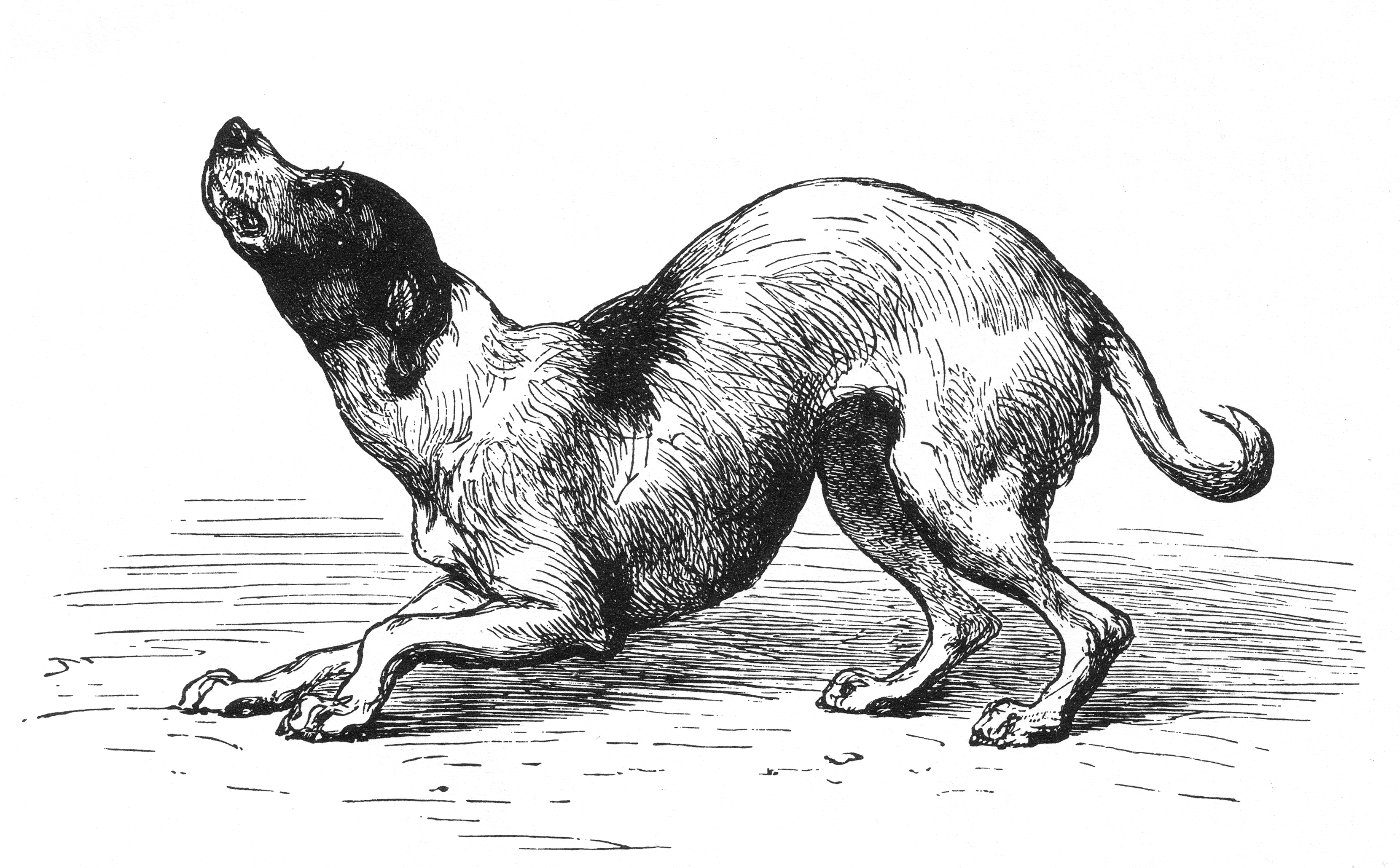